# Жълтокоремен дакнис
Жълтокоремният дакнис (Dacnis flaviventer) е вид птица от семейство Тангарови (Thraupidae).

## Разпространение
Видът е разпространен в Боливия, Бразилия, Венецуела, Еквадор, Колумбия и Перу.